# Herb gminy Aleksandrów (województwo łódzkie)
Herb gminy Aleksandrów – jeden z symboli gminy Aleksandrów, autorstwa Marka Adamczewskiego i Andrzeja Kupskiego, ustanowiony 28 czerwca 2012.

## Wygląd i symbolika
Herb przedstawia na tarczy  w polu błękitnym z prawej lilię srebrną z przewiązką złotą, z lewej miecz srebrny o rękojeści złotej pomiędzy dwoma kluczami zębem do siebie, z prawej złotym, z lewej srebrnym; pod nimi dwie rzeki srebrne jedna nad drugą. Dwa godła znajdujące się od czoła herbu symbolizują wezwania miejscowych najstarszych parafii: Niepokalanego Poczęcia Najświętszej Marii Panny w Skotnikach (lilia) oraz św.św. Piotra i Pawła w Dąbrowie nad Czarną (klucze - św. Piotr, miecz - św. Paweł). Dwie rzeki umieszczone od postawy herbu nawiązują do miejscowych warunków topograficznych, a konkretnie do dwóch rzek przepływających przez gminę: Czarnej i Pilicy.

## Historia herbu
Herb przyjęty po dwuletnich staraniach uchwałą 28 czerwca 2012 po uzyskaniu pozytywnej opinii Komisji Heraldycznej dnia 13 kwietnia 2012. Herb zaprojektowali Marek Adamczewski i Andrzej Kupski.